# تپه باغ برآفتاب
تپه باغ برآفتاب در شهرستان شازند، بخش مرکز ی، دهستان قره کهریز، روستای باغ برآفتاب واقع شده و این اثر در تاریخ ۲۶ اسفند ۱۳۸۶ با شمارهٔ ثبت ۲۲۰۸۲ به‌عنوان یکی از آثار ملی ایران به ثبت رسیده است.